# 憑きもの筋
憑きもの筋（つきものすじ）とは民間信仰の一つ。日本のいくつかの農村では、憑きものは家系によって起こると信じられ、その家は憑きものを使役して、他人から財物を盗んでこさせるので、総じて富裕な家が多く、また、憑きものを他人に憑けたりすることもあると考えられ、忌み嫌われていることが多い。

## 概要
実際に憑依する霊には狐のほかに、雲伯では「人狐（にんこ）」、濃尾・甲信・伊豆では「クダ」、北部九州では「ヤコ（野狐）」、中国山間部では「ゲドウ（外道）」、四国一円・九州東南部では「犬神（狗神）」、関東では「オサキ」、東北では「イヅナ（飯綱）」などが良く知られている。これらは現地では、いずれも小型の鼬（いたち）のような姿形をしていると信じられ、目撃談も数多く（しかし実際には幻覚かイタチである）、江戸時代の紀行誌にもこれらの名前や、村人から聞いたとされる怪異譚が散見される。ほかに、四国から因伯作においては「トウビョウ」「スイカズラ」「ナガナワ」といったものが憑くと信じられており、こちらは蛇のような姿をしているという。またゴンボダネとよばれる憑きもの筋は、飛騨高山においては他の狐憑きと同様「七十五匹」とも言われるが、通常「牛蒡の種のように人に憑く、生霊」と説明される。鳥取県伯耆地方では人狐、トウビョウなどの憑いた家を「ソンツル」ともいう。
その他に局所的であるが、四国東部から中国近畿の接続地域や奈良県・愛知県・佐渡市・壱岐には狸。同じく愛知県・大分県・隠岐の島に猫。瀬戸内海の島々に猿。五島列島・平戸市・壱岐・対馬に河童。高知県の山間部に山姥などが憑きもの筋として信仰されている。
また、これらのものが「憑く」とされた家系から嫁を貰うと、「憑きもの」も一緒についてきて、嫁ぎ先に災いをもたらすともいわれる。これらの家系のものは民俗学上「憑きもの筋」と呼ばれ、主に江戸時代以降広まった考えと思われる。現在でも一部の地域ではこれらの信仰は残っているため、縁戚関係の忌避など、差別の対象とされている。これらの筋の家は、憑きもの筋の発生の源は「僻み」であるため、その多くが旧来の居住者ではなく、二次的な移住者で、富裕なものが多い。
鹿児島県南部の島々では、狸や狐によって代々生霊を生み出す家筋が存在すると信じられ、「イチジャマ」と呼ばれて、怖れられた。
人類学者・民俗学者の小松和彦は「憑きもの筋同士は特に忌み嫌わない」「トランス状態を伴わない」「何かの印として認識される」ことから、憑依ではなくスティグマではないかと述べている。

## 研究
前述の小松和彦は、日本の霊魂観がフェティシズムのそれであるという折口信夫の説を享け、著書において、憑きもの信仰は、理解不能な事柄に対しての説明体系であると論じた。
我々は理解困難な事態に直面したとき、何とか合理的にその現象を理解しようと試みる。特に現代の我々にとって、科学や医学は理解困難な事柄を合理的に説明してくれる「説明体系」であるといえる。憑きもの信仰も同様で、現代の我々から見ておよそ合理的とはいえない説明であっても、「狐霊が障って病気を引き起こしている」という祈禱師の説明が、理解困難な事象を理解したいと欲する当時の庶民たちによって支持され、信じられたということである。
小松は、憑きもの信仰は以下の3つの事象の説明体系であるという。
1. 病気、災禍に対する説明
2. 共同体内部の富の偏りに対する説明
3. 民間宗教者の神秘的な力に対する説明

### 病気、災禍に対する説明
現代社会でも「体の調子が悪くて医者に行ったが、どこも異常ないといわれた人が、医者を転々としていたが、最終的に民間宗教者に相談しにいく」というケースをよく耳にする。これは「体の不調の原因を突き止めたい」という願望が、最終的に超自然的な存在にその原因を求めるということであり、医学の未発達だった近世の農村社会では、そういった傾向は一層顕著であったと思われる。
文政2（1819）年、江戸の土田獻は『癲癇狂経験編』において、狐憑きは精神疾患であることを記し、また、水戸の本間救は『内科秘録』に「狐憑は狂癇の変証にしていはゆる卒狂これなり　決して狐狸人の身につくものにあらず」と書いている。しかし多くの精神病や神経性の疾病に対しては、その原因が全く分からないことが多く、治療法も見つからなかったため、患者は最終的には修験者や霊媒、祈禱師などの民間宗教者に頼らざるをえなかった。患者やその家族は「気の病」といったような説明では納得しないことが多く、彼らの納得しうる最良の説明が「他者の呪詛」「祖霊の怨念（タタリ）」そして「動物霊の憑依」であった。これは病気だけでなく、ある特定の家に災難が連続して起こった場合などにも使用された説明体系であった。

### 共同体内部の富の偏りに対する説明
「憑きもの筋」の信仰に関わる重要な要素として、村落共同体の中でも比較的富裕な家に多く見られる、豪農など旧来から村落に居住していた家ではなく、二次的に外部から移住してきた家が財を成した場合に、その家が「憑きもの筋」と見られることが多いことがわかっている。つまり、憑きもの筋の多くは「よそ者の成り上がり者」であり、これが憑きもの筋の信仰に深く関係していると推察できる。
出雲の人狐伝説には支配層と農民層の対立が関係していることが推測できる。松江藩は初代松平直政以来、稲荷神を藩の守護神として定めている。これをならった新興の豪農や豪商は村を搾取していた。一方農民達は山伏系の密教信仰を持っていた。元来山陰は交通の便が悪く、気質は保守的で他人がでしゃばることを好まない気風がある。そういうところによそものが入り込み、急速に富を蓄積していくことは、嫉妬や憎悪が屈折した形で人間関係に反映されてくる。こういった新興富裕層（稲荷神）と旧来からの農民（山伏系密教）の対立が、人狐伝説の源流にあると解釈できる。
小松和彦はここで、石塚尊俊のフィールドワークで得られた「貧乏な憑きもの筋」に注意を払いながら、アメリカの社会人類学者ジョージ・フォスターが自著『平和社会と限定された富のイメージ』で述べた、閉鎖的共同体における富の認識方法を援用して、憑きもの信仰の側面を解き明かそうと試みている。つまり、近世日本の農村社会のように生産性が低く、外部と社会的交流の限られた「閉鎖社会」においては、その共同体構成員の共同体内部に存在する富のイメージとして、「富、愛情、好運などは限られた量しかない」という認識方法が一般に存在していた。昔からの富豪はもともと裕福だったのだから、他の共同体構成員にとって何の関係もないが、二次的な移住者が短期間で富を蓄積すると、他の構成員にとって、「あの家は他人の富を横取りして豊かになった」「あの家が豊かになったということは別の誰かの家が貧しくなったということだ」という認識が生まれる。これが村人達の被害者意識を増長させ、「よそ者の富は不法な手段で手にいれたもの」という妄想から誹謗中傷を生じさせ、「憑きもの筋」が負のイメージでみられるようになったという。
江戸時代は士農工商の身分制度が確立し、階級間の流動性がほとんどどなくなって、それまで全国を流浪していた下級の聖、遊行僧、芸人たちが定住を強いられた時代でもあった。つまり村落共同体に二次的移住者が増加したわけである。そして、江戸時代は貨幣経済が全国的に普及した時代でもあり、閉鎖的な農村の住民においても、隣村や都市と交易をすることにより、商業的才覚や好機さえ掴めば、飛躍的に富を蓄積することが出来るようにもなった時代でもあった。しかし、農村の多くの住民にはこれらの経済システムが理解不能であり、自給自足の村落共同体で富を集中させるために、「よそ者」が憑きものを使役しているという「説明」を容易に受け入れることになったという。
多くの農村では、彼らが「憑きもの筋」となるに至った原因が伝承として語られており、四国のある農村には「犬を殺して呪いをかけた者の子孫」として「犬神筋」（「犬神統」ともいう）が存在している。また憑きもの筋とされる家系の者達も、その多くが村人に流布する悪評を裏付けるように、自らを「憑きもの筋」と認め、それらの動物霊を神として祀っていたところが多い。
以上のように「憑きもの筋」は「急速に富を集中した家」に対する嫉妬や羨望、そして「限定された富」という認識方法から導き出される怨恨などから生じた信仰としての側面をもつと考えられるが、これに類似した信仰として、東北地方にみられる「座敷童子」にも注意を払わなければならない。座敷童子は姿形が童子形として伝えられる妖怪で、家にいる間は富を集めることが出来るが、家から去ると、その家は急激に没落すると信じられている。その性質は「よそ者の成り上がり者」の家にいるとされることが多いなど、憑きものの一種と見て良いほど類似しているが、憑きものが他家から財物を盗んだり、非憑きもの筋の家の誰かに取り憑いて、災禍を引き起こしたりするのに比して、負のイメージで見られることはなく、むしろ福の神のように見られていることが多い。なぜ、憑きものと違って正のイメージで見られるのか、明確なことはわかっていないが、「憑きもの筋」の信仰のある農村は多くが閉鎖的であるのに対し、「座敷童子」の信仰のある農村は、比較的外部との交流が多く、「限定された富のイメージ」が希薄だったのではないかと推定することができるとしている。

### 民間宗教者の神秘的な力に対する説明
「憑きもの筋」の信仰に関わる要素として、もう一つが「民間宗教者の神秘的な力に対する説明」ということである。
小松は、柳田國男その他の憑きもの研究において、ザシキワラシが心得童子、如意童子と呼ばれる、僧侶の式神と性格、行動が似る点に注目し、民間の神秘的な印の説明に、仏教の護法童子が使われたのではないかとする。
「憑きもの」が起こった場合、「何が」「どうして」憑いているのかを判じるのは、最終的には民間宗教者たる山伏や祈禱師であり、村人は宗教者の指示に従って、御祓いなどを行ってもらうしか術がない。彼らは宗教者に全幅の信頼を置いており、山岳修行や肉体的特質などにより特異な能力を身につけていると信じている。
なお文政元年、鳥取藩日野に在住し、その名を近畿にまで知られた名医であった陶山簸南は、医者として多くの狐に憑かれたという人を診断した結果、狐は宗教者の捏造したものだと確信し、さらにその著『人狐辨惑談』（にんこべんわくだん）の中では、「かかる病人にむかひ、人狐の待遇をなし、詰問する人は、その人こそ実に狂人なり、笑ふべきことなり」と書いている。
憑きものの信仰は、「もの（マナ）が憑く」と説明をする民間の信仰を、意図的に汲み編み直した宗教者が、自身の神秘的能力を説明する「体系」でもあった。彼らの祈禱によって病が快癒したり、体から追い出された憑きものが依代（よりしろ）に乗り移ったりするのを間近に見て、宗教者の能力は可視的なものとして認識されていき、誰も疑うものがいなくなったと想像できる。そのため、憑きものの伝承には、「無知な者が空海の造った狼除けのお守りを不注意に開けたため、犬神が蔓延った」や、「伝教大師が帰朝の折り持ってきた」という、宗教者によって出たとするものが多く、また牛蒡種のように「護法実（ゴホウダネ）」と言う仏教の依りましをさす語を使った憑きものもある。
実例として隠岐島の観三坊主の例がある。
流人坊主で祈祷師の観三が、機嫌を損ねた新興の商人を「狐持ち」の家筋にしてしまった。他にも同時代に、疫病などが発生すると、島前地域では観三坊主と同様の手口で「狐持ち」の家筋が次々と発生させられたという伝承が残っている。
以上のように日本の憑きもの筋に関する信仰は根深く、現代でもこれらの信仰は各地に残っているのものの、都市集住が進む現代にあっては、これらの信仰の影は薄くなってきている。民俗学的研究の一層の進展が望まれている。